# Miguel Francisco Moreno
Miguel Francisco Moreno (Santa Coloma de Gramenet,19 de febrero de 1968) es un ilustrador e historietista español, que se inició en la Escuela Bruguera, donde firmaba sus trabajos simplemente como Miguel.

## Biografía
Miguel entró a trabajar en la Editorial Bruguera el año 1984, contando sólo 16 años. Allí crearía las series Los Desahuciados, Fernández y Billy Roca, plasmando los guiones de Jesús de Cos.
Al entrar en crisis la editorial, Miguel colaboró en publicaciones de otras editoriales, como Gatopato, revista publicada por la editorial Intermagen dirigida por Josep Maria Beà, o Garibolo y Bichos, de la CGE.
Al heredar Ediciones B todo el fondo de Bruguera, Miguel vuelve a trabajar haciendo historietas hasta que la editorial decida cerrar las revistas juveniles de cómics, entre los años 1996 y 1998. También trabajaría, durante los años 90 y con el seudónimo Mikaelo, para revistas para adultos de Ediciones Iru y para diversas editoriales europeas y estadounidenses a través de Bardon Art. Mientras, Miguel ya habrá empezado a trabajar para el campo de la publicidad en agencias como McCann Erickson, donde se dedicaría casi en exclusiva a trabajar en ilustración, creatividad y storyboards para anuncios de tv de Nesquik. A finales de los 90 da el salto al mundo de la animación, primero trabajando como storyboarder para Mariscal y tiempo después para AFilm Copenhagen, donde estuvo viviendo una temporada. Al volver de Dinamarca, comienza a trabajar como jefe de diseño de personajes para Cromosoma, donde colaboraría en series como Miniman, Tom, Las trillizas y Gaudí y diferentes anuncios de tv. Más adelante, marcha a Holanda donde se encargaría del diseño de personajes y dirección de arte para PlayLogic Games en Breda. Al volver de Holanda, comienza a trabajar en GiGames, Barcelona, como director de arte y concept artist.
En el año 2006 fundó su propia empresa de animación y creatividad con Jesús de Cos: Bee Mind . Actualmente vive en Finlandia adonde llegó para trabajar en Rovio, antes del éxito de Angry Birds. Durante tres años estuvo creando los personajes de ese juego y trabajando como lead character designer para esa misma empresa. En 2013 comienza a trabajar para Seriously Entertainment como lead character designer, donde crea los personajes para el juego "Best Fiends". 
En 2007, decide volver al mundo del cómic y publica en Francia de la mano de Delcourt, la novela gráfica "Des Espaces Vides", publicada luego en España por Astiberri bajo el nombre de "Espacios en blanco". 
Actualmente, continúa trabajando para Seriously como lead character designer, está realizando una nueva novela gráfica para Delcourt llamada "Chronique d'un espectacle vivant" con guion de Marion Achard y prepara un libro con guion propio.